# ناتان هالس
ناتان هالس (انگلیسی: Nathan Hales؛ زادهٔ ۱۶ ژوئن ۱۹۹۶) تیرانداز تراپ اهل بریتانیا است.
وی در مسابقات کشوری و بین‌المللی در مجموع برندهٔ ۴ مدال طلا، ۲ مدال نقره، ۶ مدال برنز شده است.